# راي لوسون
راي لوسون هو سياسي كندي، ولد في 30 أغسطس 1886 في لندن في كندا، وتوفي بنفس المكان في 4 أبريل 1980. انتخب نائب حاكم أونتاريو ‏ (26 ديسمبر 1946 – 18 فبراير 1952).